# 姚振宗
姚振宗（1842年—1906年），字海槎、一字金生，会稽（绍兴陶家堰）人，清代學者。

## 生平
道光二十二年（1842年）生於會稽，自幼好學，终生隐居著述，对历代正史《艺文志》和《经籍志》加以补撰、补注。光绪三十二年七月六日卒。

## 家族
其先世出自吴兴。父姚仰雲，藏書家。

## 著作
著有《汉书艺文志拾补》、《汉书艺文志条理》、《后汉艺文志》等。